# Зоран Амар
Зоран Амар (Београд, 6. јун 1954) српски и југословенски је редитељ и филмски педагог.

## Биографија
Зоран Амар је једино дете из брака Исака Амара и Вере (рођ. Вајда). Обоје родитеља су свој радни век посветили филму, позоришту и телевизији. Отац у области организације и управљања, а мајка као секретарица режије на РТБ-у. Од рођења до 1991. године је живео у Београду. Завршио је Факултет драмских уметности одсек за филмску и ТВ режију. Током 80-их година је радио велики број спотова за групе београдске рок-сцене и новог таласа. Осим тога, глумио је и у филму Мајстор и Шампита. За сада његов најпознатији целовечерњи филм је „Шмекер“ (1985) са Жарком Лаушевићем у главној улози.
Један је од покретача НТВ Студија Б.
Од 1991. године живи у Њујорку где је редовни професор на School of Visual Arts на предметима филмске групе.
Отац је Саре (1980).

## Филмографија
| 1979. | Моћ говора (ТВ)   |
| 1981. | Пикник у Тополи   |
| 1985. | Индијско огледало |
| 1986. | Шмекер            |
| 2013. |                   |